# George Eyser
George Eyser (n. 31 august 1870, Kiel, Regatul Prusiei – d. 6 martie 1919, Colorado, SUA) a fost un gimnast artistic ce a reprezentat Statele Unite ale Americii, medaliat olimpic. A participat la o ediție a Jocurilor Olimpice (1904) în care a câștigat trei medalii de aur, două medalii de argint și o medalie de bronz.